# Arjunavarman
Arjunavarman (r. hacia 1210-1215) fue un rey indio de la dinastía Paramara, que gobernó en la región de Malwa, en la India central.

## Carrera militar
Arjunavarman sucedió a su padre Subhatavarman, e invadió el reino de los chaulukya de Guyarat. El escritor del siglo XIV Merutunga lo llama el “destructor de “Guyarat”. Arjunavarman derrotó a Jayanta-simha (o Jaya-simha), que había usurpado el trono de Solanki durante un breve período. La concesión de Arjunavarman en Piplianagar de 1211 hace referencia a su victoria sobre Jayanta, por lo que la invasión de Guyarat por parte de Arjunavarman debe haber ocurrido antes de esta época. Una inscripción de Bhopal indica que había llegado a Bharuch en 1213 . La inscripción de Dhar prashasti afirma que derrotó a Jayasimha en el valle de la montaña Parva (posiblemente Pavagadh). También afirma que Arjuna capturó a la hija de Jayanta, Jayashri, y se enamoró de ella. Según Asoke Majumdar, esto sugiere que Jayanta hizo la paz con los paramaras a través de una alianza matrimonial.
Cuando el gobernante de la yadava invadió Lata (sur de Gujarat), el general chahamana de Arjunavarman, Salakhanasimha, lo derrotó. Más tarde, el rey yadava envió otra fuerza dirigida por su general Kholeshvara a Lata. Esta segunda invasión resultó en la derrota del feudatario paramara.
Arjunavarman se casó con la princesa Hoysala Sarvakala, que probablemente era hija o nieta del rey hoysala Veera Ballala II. La invasión del territorio hoysala por parte de Simhana parece haber provocado un nuevo conflicto entre los paramaras y los yadavas. Simhana invadió el reino Paramara en 1215, y según el posterior poeta de la corte yadava Jemadri Pandit, esta invasión resultó en la derrota y muerte de Arjunavarman. La veracidad de la afirmación de Jemadri Pandit es dudosa, ya que la inscripción Bahal de 1222 menciona la derrota de Arjunavarman, pero no su muerte. La inscripción de Tilavalli también afirma que Simhana humilló al señor de Malwa.

## Otras actividades
Arjunavarman asumió el título de Trividhivīracūḍāmaṇi. En sus inscripciones, Arjunavarman afirmaba ser una reencarnación de su ilustre antepasado el rey Bhoja. Fue mecenas de los eruditos y él mismo un consumado poeta. Se le conoce sobre todo por una inscripción elogiosa de su reinado que adopta la forma de una obra de teatro llamada Vijayaśrīnāṭikā, compuesta por Madana, el preceptor del rey. En esta obra, que no se conoce por las fuentes manuscritas, Madana hace que Arjunavarman sea el principal protagonista.
La inscripción de Arjunavarman de 1211, encontrada en Piplianagar cerca de Shajapur, registra la donación de una aldea. Una inscripción de 1213, descubierta en Sehore (y posiblemente encontrada originalmente en Piplianagar) también registra una donación de aldea. Otra inscripción de Sehore, fechada en 1215, registra una concesión de tierras a un brahmán.